# ポーラン・ゲラン
ジャン＝バティスト・ポーラン・ゲラン（Jean-Baptiste Paulin Guérin、1783年3月25日 - 1855年1月19日）はフランスの「新古典主義」の画家である。多くの肖像画で知られる。

## 略歴
トゥーロンで生まれた。マルセイユで育ち、父親から鍵職人の技術を学んだ。余暇に絵を描き始め、1802年にパリに出て、画家として働くことにした。新古典主義の画家、フランソワ＝アンドレ・ヴァンサンの無給の助手として働いた後、肖像画家、フランソワ・ジェラールの助手として働き、1812年にサロン・ド・パリに聖書の物語を題材にした絵画を出展した。
ルーブル美術館の初代館長となったヴィヴァン・ドゥノンからパリのテュイルリー宮殿の天井画の依頼を受けたがこれは実現しなかった。フランス復古王政の時代に入り、1814年から1815年の間、古い絵画の修復やヴェルサイユ宮殿の改装の仕事をした。1817年に宗教的なテーマの絵画で高い評価を得た。
1810年代の後半になると多くの絵の注文を受けるようになり、国王、ルイ18世にも知られ、肖像画を描き、1924年に王の公式肖像画を描く機会を得た。1828年にレジオン・ドヌール勲章受勲者の娘のためのレジオン・ドヌール女学校の絵画教室の校長に任じられた。その後も多くの有名な人物の肖像画を描いた。

## 作品

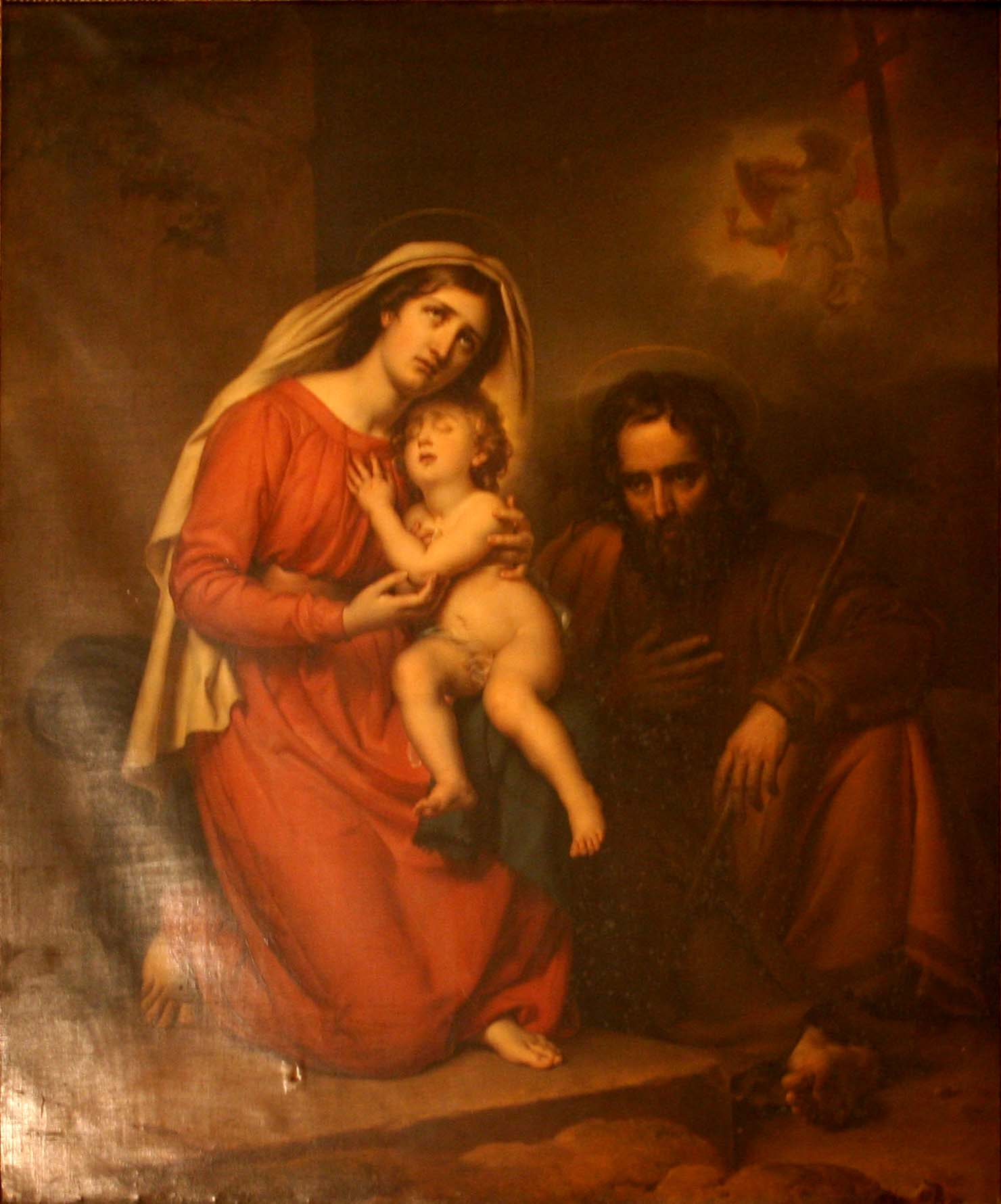
「エジプトの聖家族」 トゥーロン大聖堂
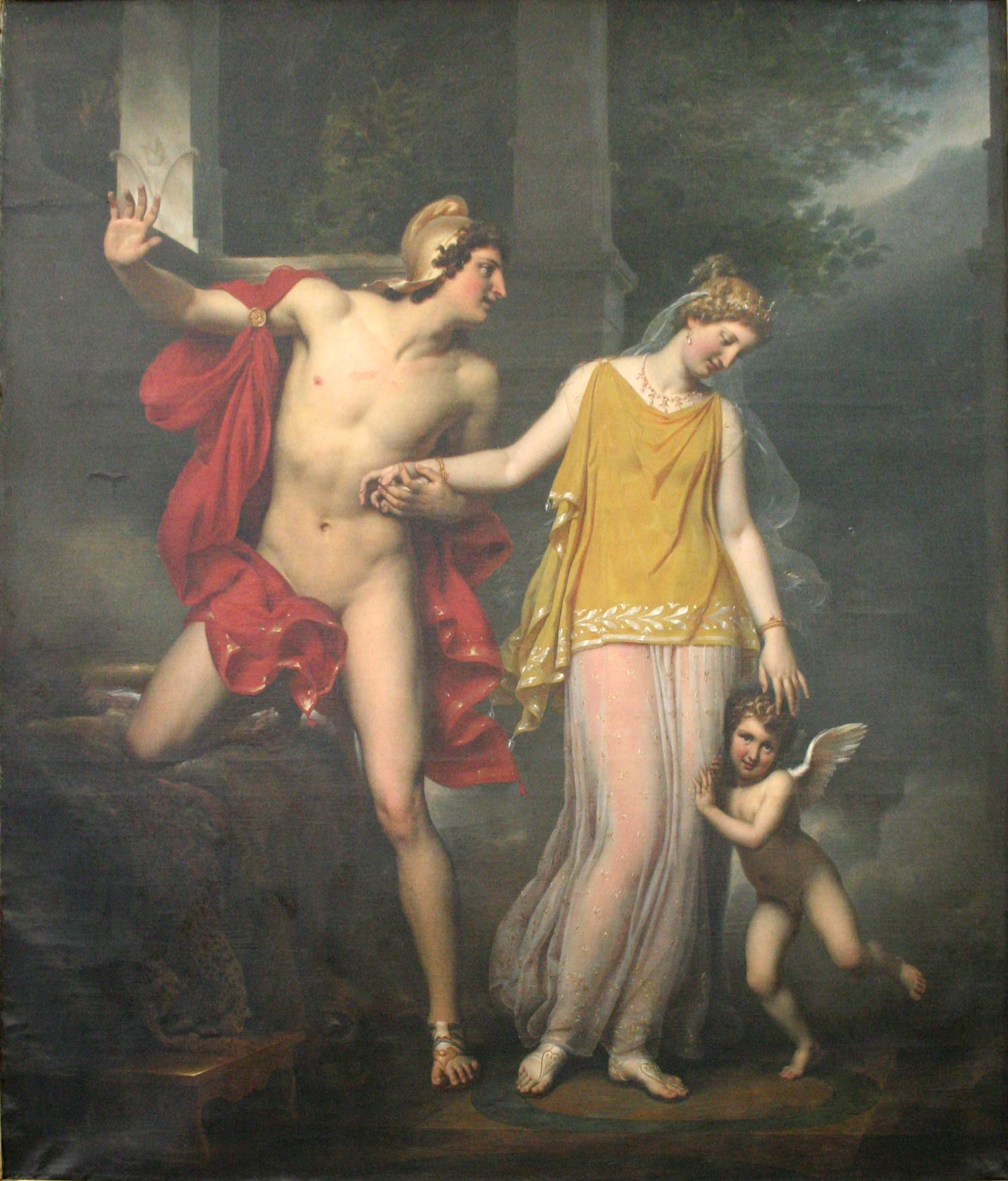
アンキーセースとアフロディテ (1822) ニース美術館
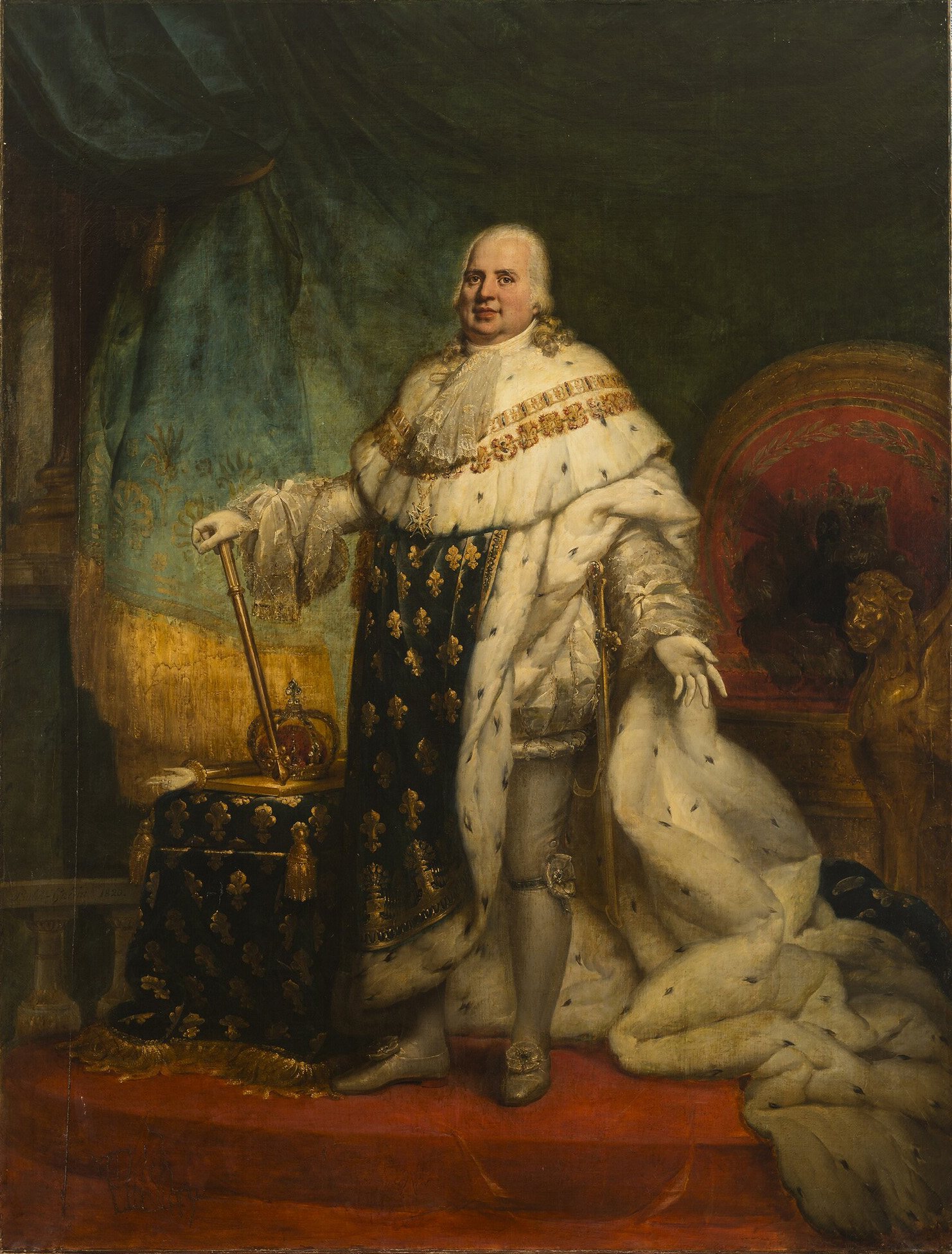
ルイ18世 ヴェルサイユ宮殿
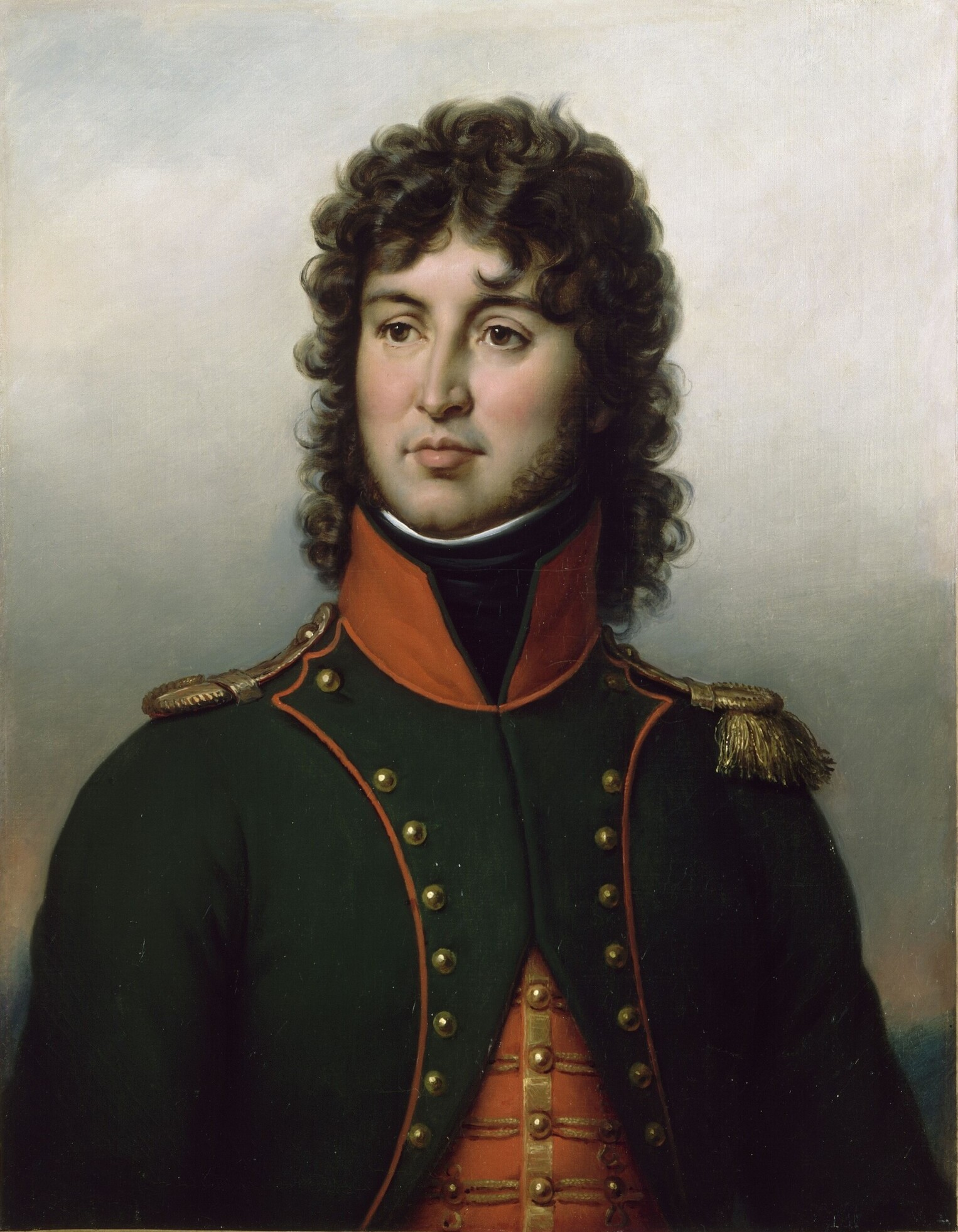
ジョアシャン・ミュラ(1835) ヴェルサイユ宮殿
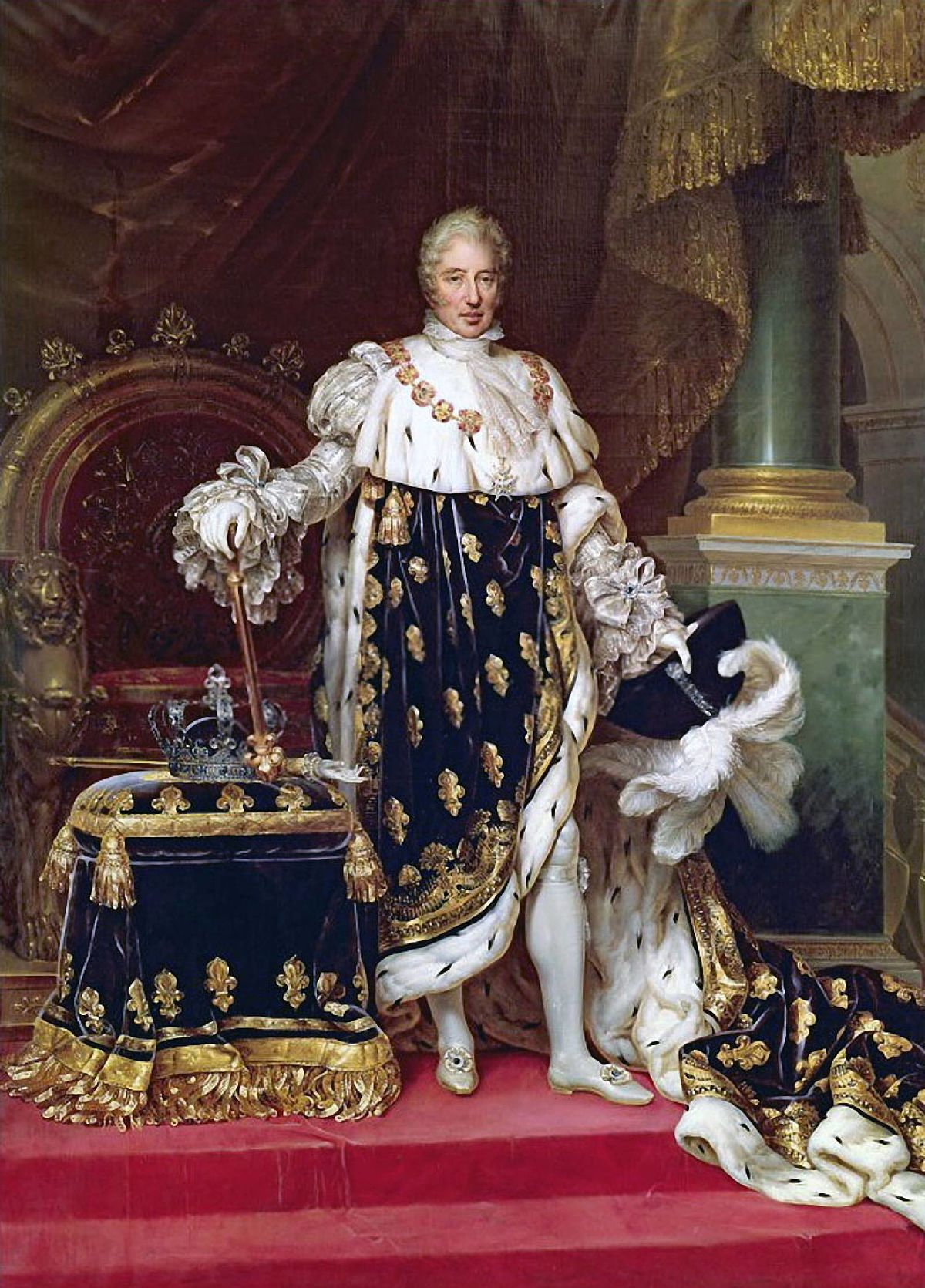
シャルル10世(1827)
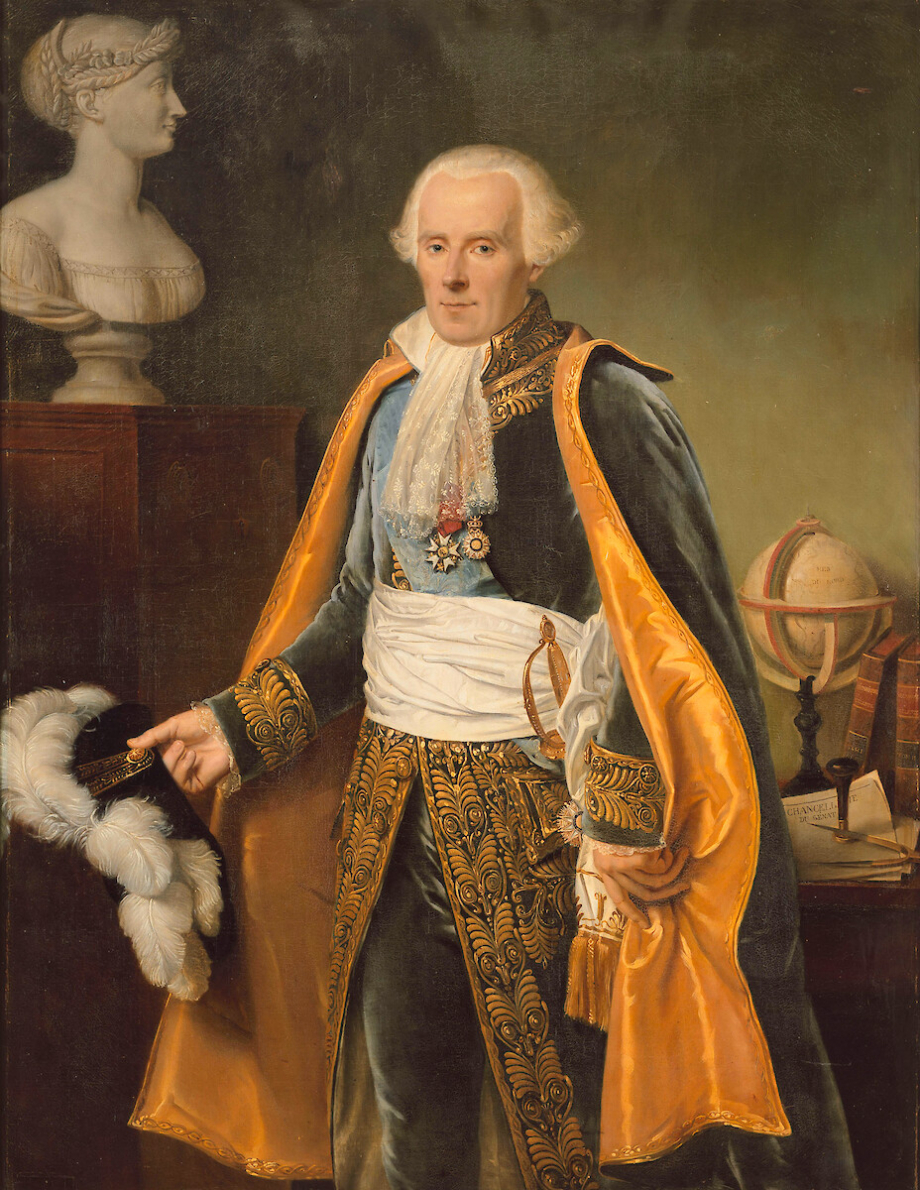
ピエール＝シモン・ラプラス(1838) ヴェルサイユ宮殿
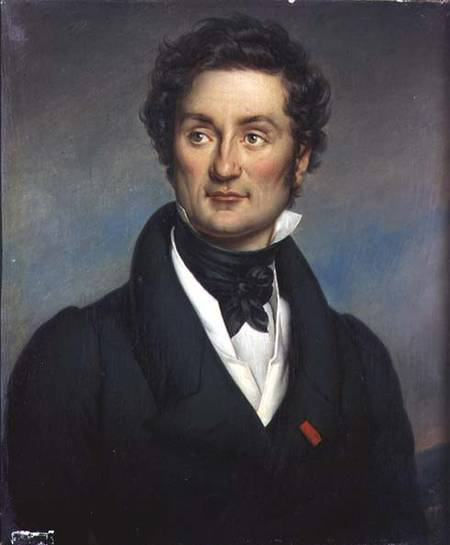
シャルル・ノディエ
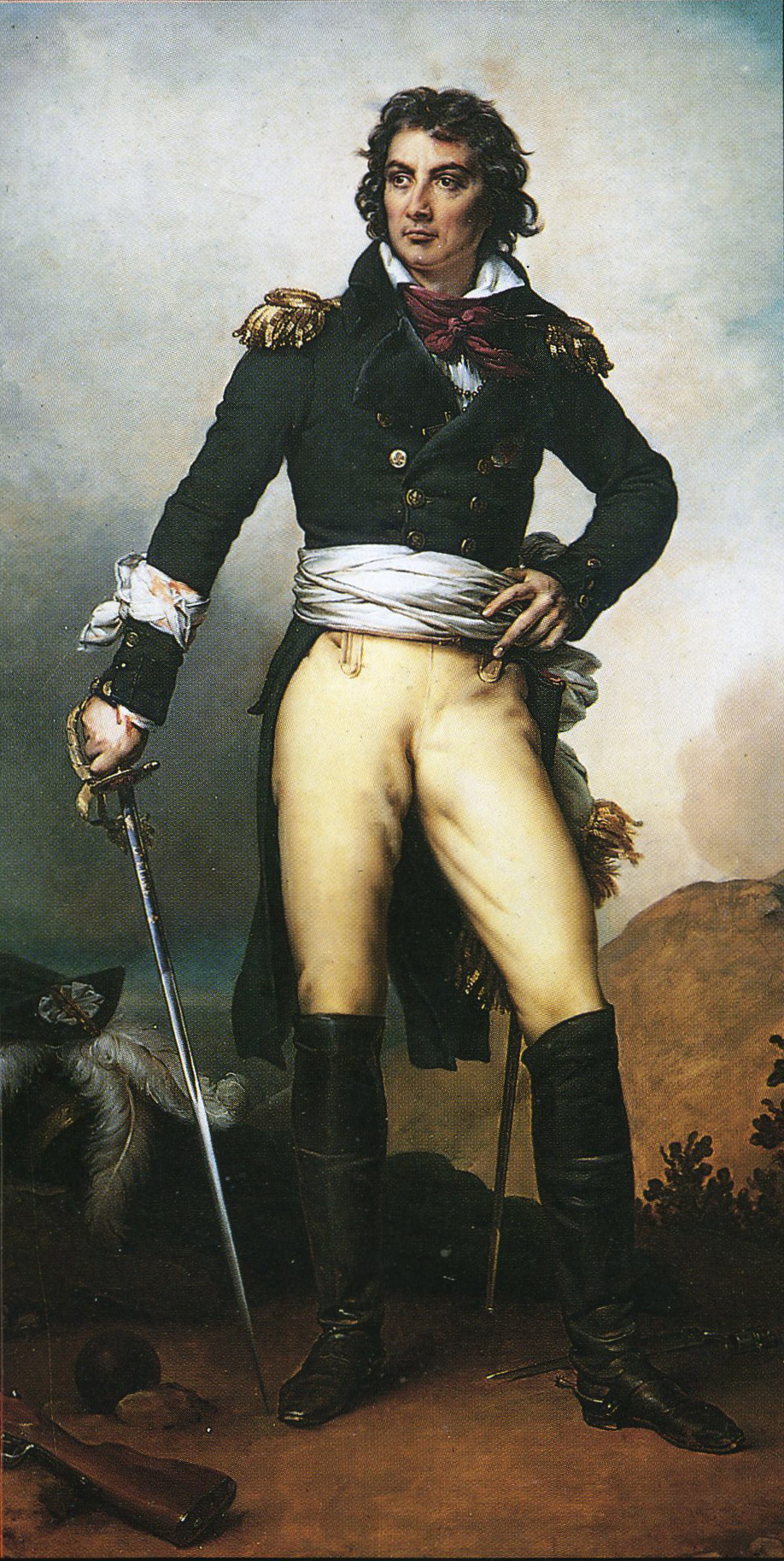
モーリス・ジゴ・デルベ